# Polo delle telecomunicazioni di Cassina de' Pecchi
Con Polo delle telecomunicazioni di Cassina de' Pecchi si intende l'insieme delle aziende che a partire dagli anni sessanta del novecento hanno operato nel settore delle telecomunicazioni nel territorio di Cassina de' Pecchi.
Il polo nacque nel 1961 come joint venture tra l'italiana Magneti Marelli e la statunitense Lankurt.. Nel 1964 diventa Società Generale di Telefonia ed Elettronica SpA. La produzione più importante era delle apparecchiature dei ponti radio, allora di grandi dimensioni e in seguito sempre più miniaturizzatesi. Nel 1971 la società diventa GTE Telecomunicazioni SpA; nel 1988 Siemens Telecomunicazioni SpA; nel 1996 Italtel SpA; nel novembre 1999 Siemens Information and Communication network; nel luglio 2002 Siemens Mobile Communications SpA; nell'ottobre 2005 Siemens SpA e nel gennaio 2007 il ramo di azienda denominato "COM Carrier" viene trasferito in Siemens Networks SpA; e infine Nokia Siemens Networks: nel 2007 vi lavoravano 1500 addetti.  e nella Jabil e indotto altre 2000
Tra le aziende lì localizzate c'era la Sirti, all'epoca grande gruppo tra i leader del settore e dal 1985 quotata in borsa. 
Il settore ha avuto un drastico ridimensionamento Il Polo tecnologico di Cassina de Pecchi era ricompreso nel Distretto industriale nr. 9 - EST MILANESE (apparecchiature elettriche, elettroniche e medicali).